# Marktfrühschoppen

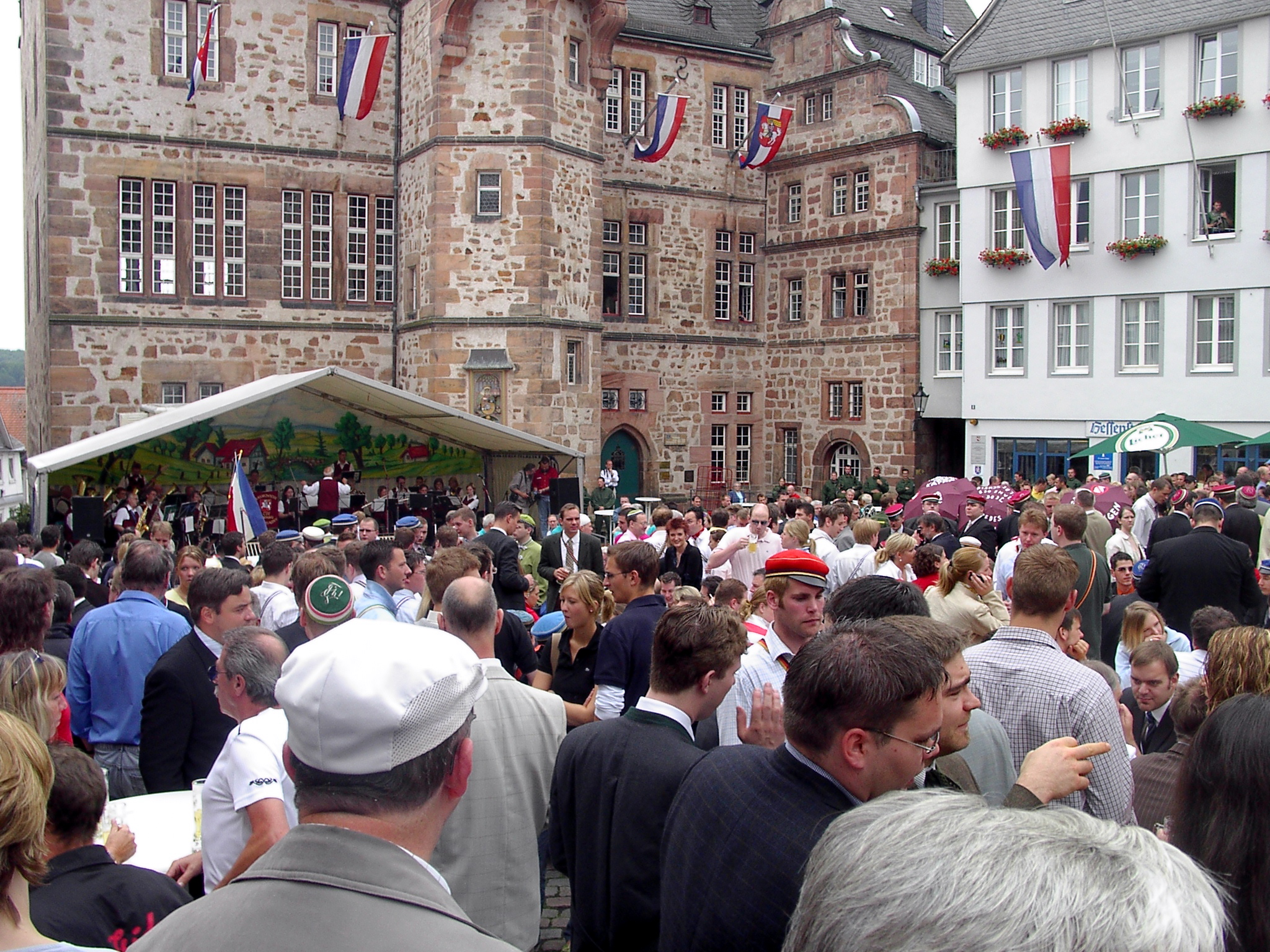
Marktfrühschoppen 2005: Blick auf die Festbühne vor dem Rathaus

Der Marktfrühschoppen in Marburg war eine jährlich am ersten Sonntag im Juli stattfindende Veranstaltung auf dem Marburger Marktplatz, die in erster Linie von Studentenverbindungen getragen wurde. Es wurde von den Veranstaltern als das „kürzeste Volksfest Deutschlands“ bezeichnet.
Der Marktfrühschoppen fand zuletzt 2014 statt, nachdem die Stadtverwaltung bereits in den Jahren zuvor aufgrund der Teilnahme einiger als rechtsextrem eingestufter Burschenschaften versucht hatte, die Veranstaltung zu verhindern. Der letzte angekündigte Marktfrühschoppen 2015 wurde vom Trägerverein abgesagt, 2017 löste sich der Trägerverein schließlich auf.

## Geschichte

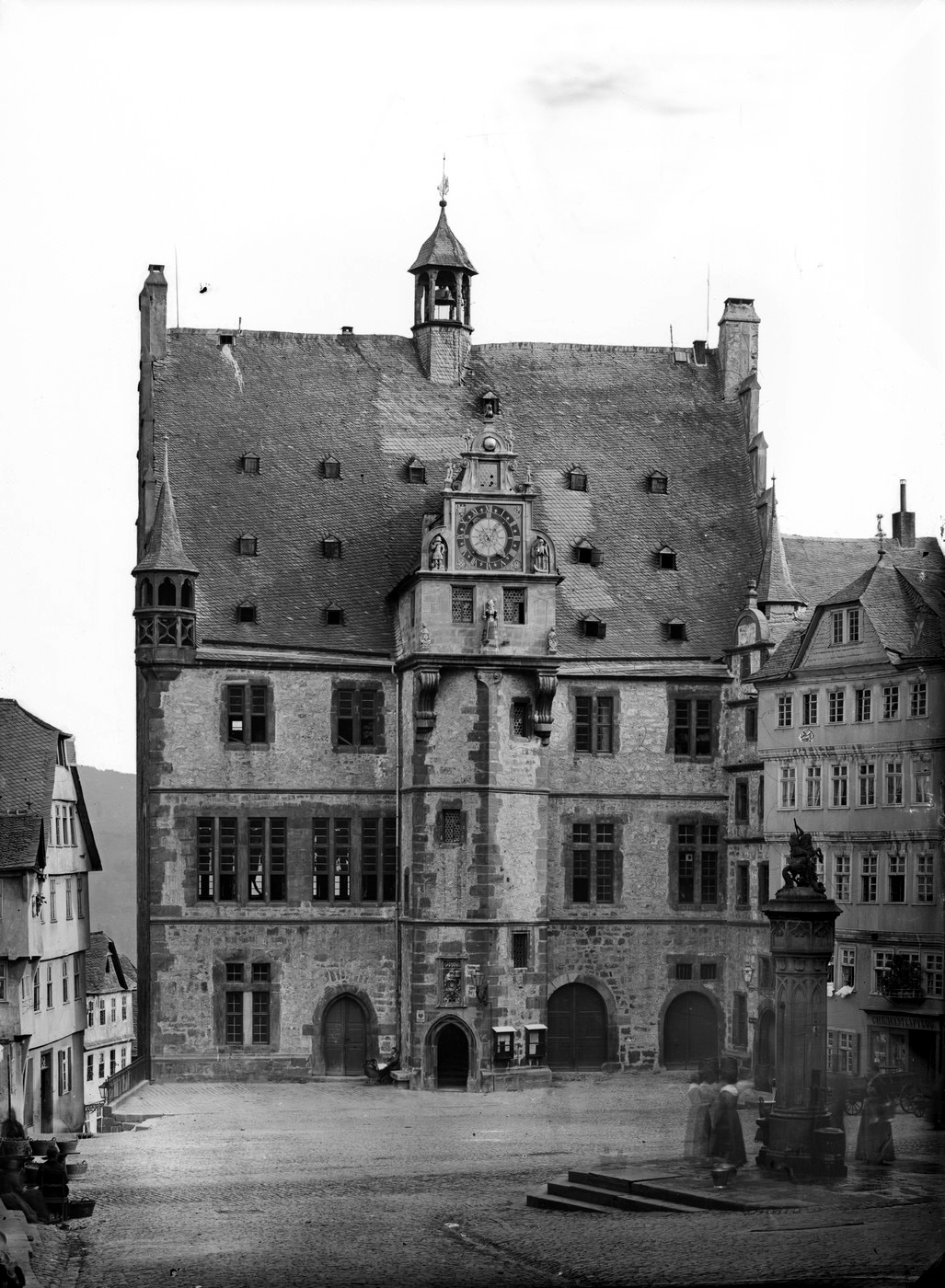
Der Marburger Marktplatz (vor 1901)

Die heutige Veranstaltung geht auf den Frühschoppen der Marburger Studenten in der Oberstadt zurück, der schon seit 1903 üblich war.
Von 1951 bis 1998 war die Oberstadtgemeinde Veranstalter des Marktfrühschoppens in seiner heutigen Form. Nach einer Übergangsphase trat seit 2000 ein Marktfrühschoppenverein aus Einzelpersonen und Stadtteilgemeinden als Veranstalter auf.
Ab den 1990er Jahren kam es regelmäßig zu Protesten von linken Gruppierungen gegen den Marktfrühschoppen.
2012 erklärte der Magistrat der Stadt Marburg erstmals, den Marktplatz nicht mehr für den Marktfrühschoppen zur Verfügung zu stellen, woraufhin Oberbürgermeister Egon Vaupel der Veranstaltung die notwendige Genehmigung versagte. Ein entsprechendes Verbot für 2013 wurde gerichtlich widerrufen.

## Proteste

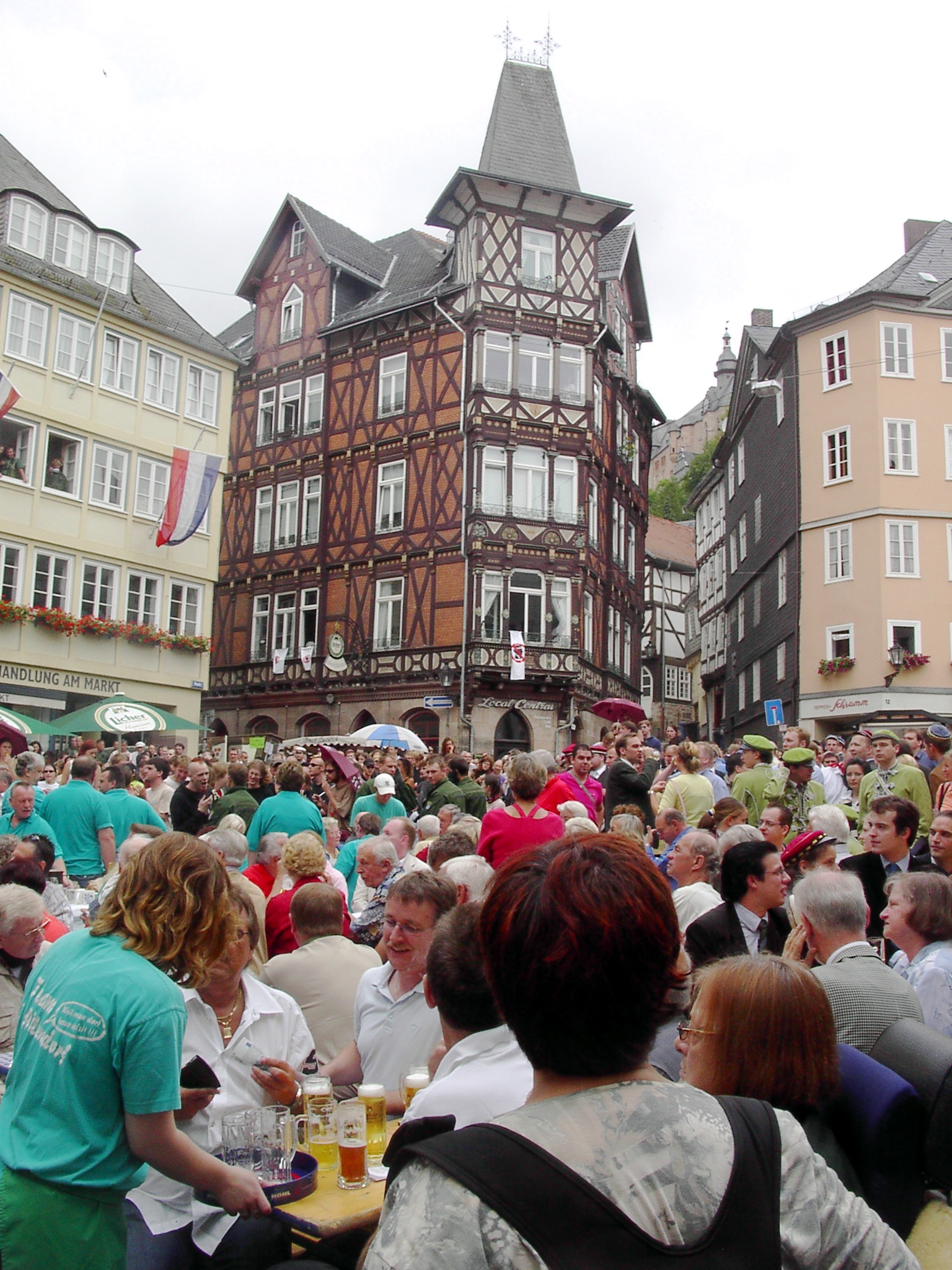
Besucher des Marktfrühschoppens 2005, darunter Protestierer, Korporierte und Polizisten, auf dem Marktplatz

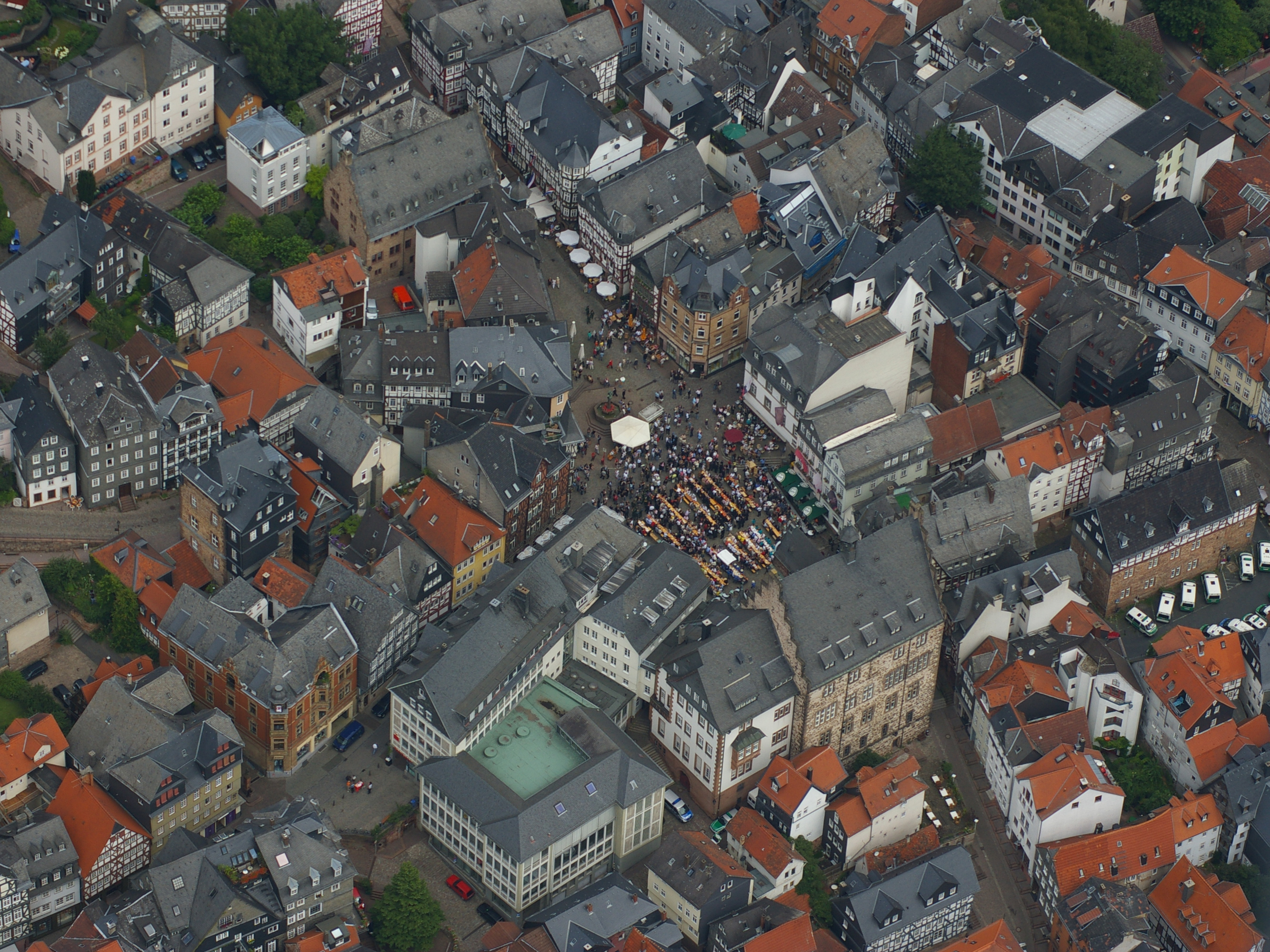
Luftbildaufnahme des Marburger Marktfrühschoppens 2007

In den letzten Jahren organisieren linke Gruppen, der DGB-Sekretär und das „Bündnis gegen Rechts“ auch zur ähnlichen Zeit Gegenveranstaltungen, bei denen sie Kritik am aktuellen und historischen Studentenverbindungswesen artikulieren. Von diesen Gruppen wird insbesondere die Teilnahme von Mitgliedern der Deutschen Burschenschaft (DB) kritisiert, in der drei der über 30 Marburger Verbindungen organisiert sind. Die Burschenschaften Rheinfranken, Normannia Leipzig und Germania gehören nach Ansicht der Kritiker zum rechtsradikalen Flügel der DB, da sie nach Ansicht der Verbindungsgegner regelmäßig Veranstaltungen mit Referenten aus dem rechten Spektrum durchführen. Auch die Oberhessische Presse sprach in ihrer Berichterstattung über den Marktfrühschoppen 2007 von einem wegen der Teilnahme rechtsextremer Burschenschaften umstrittenen Fest.
In früheren Jahren kam es im Rahmen der Veranstaltungen zu handgreiflichen Übergriffen auf die dort versammelten Verbindungsstudenten, Honoratioren, Geschäftsleute, Bürger der Stadtteilgemeinden und Demonstranten. Im Jahr 2005 sollen im Vorfeld des Marktfrühschoppens zwei Verbindungsstudenten und zwei „Alte Herren“ mit Baseballschlägern geschlagen worden sein. Am Abend des 3. Juli 1999 wurde eine Veranstaltung „Alter Herren“, die im Rahmen des Marktfrühschoppens stattfand, überfallen und dabei Fensterscheiben des Marburger „Sorat-Hotels“ zerstört. Dies führte zu einem Polizeieinsatz, bei dem ein Schusswaffeneinsatz seitens der Polizei gegen die Angreifer unmittelbar bevorstand, letzten Endes aber abgewendet werden konnte. Auch 2007 soll es nach Aussagen des Veranstalters im Vorfeld zu vier Übergriffen auf Burschenschafter gekommen sein. Aber auch Gegner des Marktfrühschoppens behaupten, Opfer von Gewalt durch Festbesucher geworden zu sein. Höhepunkt war das Jahr 2002, als Frauen des gegnerischen Lagers von Korporierten geschlagen worden sein sollen.
Daher gehörte seit Ende der 1990er Jahre ein immer größer werdendes Polizeiaufgebot im Oberstadtbereich zum Marktfrühschoppen.
Verbunden mit dem Aufruf, friedliche Toleranz zu üben, wendeten sich die Veranstalter gegen „Radikale von rechts und links“. Es gab jedoch weiterhin Protest linker und linksradikaler Gruppen, die unter anderem eine fehlende Distanzierung von den kritisierten Burschenschaften der DB bemängelten.
Die Justiz in Marburg ging 2003 nach Meinung von Marktfrühschoppengegnern in Strafverfahren gegen Demonstranten befangen und hart vor. Zudem wird die Rolle der Justiz und insbesondere die des damaligen Oberstaatsanwaltes Wölk, einem Mitveranstalter einiger Marktfrühschoppen, kritisiert. Er und die Justiz allgemein würden versuchen, die Marktfrühschoppengegner zu kriminalisieren.

## Verbot 2012 und 2013
Die Ankündigung von Gruppen aus dem antifaschistischen Spektrum, gegen den Marktfrühschoppen 2012 erneut demonstrieren zu wollen, ließ den Magistrat der Stadt Marburg die Empfehlung aussprechen, das Fest abzusagen. Die Absage des Fests wegen Sicherheitsbedenken wurde diskutiert, letztendlich sprach sich aber die Mehrheit des Marktfrühschoppenvereins dafür aus, das Fest auch in diesem Jahr auszurichten. Oberbürgermeister Egon Vaupel erteilte 2012 dem Marktfrühschoppenverein keine Sondernutzungserlaubnis für den Marktplatz, die aber für die Ausrichtung des Festes notwendig gewesen wäre. Er begründete dies mit unterschiedlichen Auffassungen in den Stadtteilgemeinden und dem als Veranstalter fungierenden Marktfrühschoppenverein. Es sei zu einem „tiefen Bruch in der Bürgerschaft“ gekommen und er halte eine Aussetzung des Festes „mit Rücksicht auf die Bürgerinnen und Bürger und aus Respekt vor der toleranten Geisteshaltung in unserer Stadt“ für geboten. Er erklärte dazu: „Die seit einigen Jahren zu beobachtende Dominanz der Burschenschaften Rheinfranken, Germania und Normannia Leipzig, deren Geisteshaltung und die aktuellen Ereignisse sind für die Arbeitsgemeinschaft der Stadtteilgemeinden und den Magistrat Grund genug, innezuhalten und ein neues, echtes Fest für die Stadtgesellschaft zu planen.“
2013 beschloss der Magistrat, das Fest auch 2013 nicht stattfinden zu lassen. Vaupel stellte trotz dieses Beschlusses in Aussicht, das Fest stattfinden zu lassen, wenn sich der Marktfrühschoppenverein als Betreiber des Marktfrühschoppens von den drei der Deutschen Burschenschaft angehörenden Burschenschaften distanziere. Nachdem die Marktfrühschoppenbetreiber sich von „den Machenschaften der Deutschen Burschenschaft“ und von Ausländerfeindlichkeit und rechtsextremen Gedankengut distanziert hatten, stellte Vaupel die Genehmigung des Marktfrühschoppens nach einer abschließenden rechtlichen Prüfung in Aussicht. Diese rechtliche Prüfung wurde vom Regierungspräsidium Gießen vorgenommen. Es kam zu dem Schluss, dass der Beschluss des Magistrats bindend sei. Daraufhin verbot Vaupel dem Marktfrühschoppenverein die Durchführung des Marktfrühschoppens 2013. Dieses Verbot wurde vom Verwaltungsgericht Gießen für nichtig erklärt; eine Beschwerde gegen dieses Urteil wies der Hessische Verwaltungsgerichtshof letztinstanzlich zurück.

## Politische Distanzierungen
Aufgrund der öffentlichen Diskussionen distanzierten sich die Betreiber des Marktfrühschoppens erstmals im Juli 2014 deutlich von rechtsradikalen Burschenschaften und erklärten, man „verbitte sich die repräsentative Teilnahme von Verbindungen und Gruppen, die sich nicht klar von den diskriminierenden Positionen im Dachverband der Deutschen Burschenschaft distanzieren.“ Man wolle dafür sorgen, „dass Burschenschaften am äußersten rechten Rand die Veranstaltung nicht länger als Bühne nutzen.“